# Farighunidi
I Farighunidi (in persiano آلِ فَریغون‎, Āl-i Farīghūn, ossia Casato dei Farīghūn) furono una dinastia islamica iranica che governò il Guzgan (attuale Afghanistan settentrionale) tra la fine del IX, il X e gli inizi dell'XI secolo.

## Storia
Il primo emiro farighunide ricordato è Aḥmad b. Farīghūn. Aḥmad, assieme al banijuride Abū Dāwūd Muḥammad b. Aḥmad, fu costretto a riconoscersi vassallo del saffaride ʿAmr b. al-Layth. Solo poco tempo dopo però ʿAmr fu sconfitto e fatto prigioniero dai Samanidi; Aḥmad si riconobbe rapidamente loro vassallo. I Ferighunidi sarebbero rimasti loro vassalli fino alla caduta di questi ultimi verso la fine del X secolo. 

Ad Aḥmad succedette suo figlio Abū l-Ḥārith Muḥammad, che estese la sua influenza, raccogliendo tributi versatigli in varie parti dell'attuale provincia di Ghowr.
Abū l-Ḥārith morì probabilmente in qualche data successiva al 982, e suo figlio Abū l-Ḥārith Aḥmad si trovò invischiato in conflitti esplosi all'interno dell'emirato samanide durante il periodo del suo declino. Gli fu ingiunto dal suo sovrano Nūḥ b. Manṣūr di attaccare il ribelle Fāʾiq, emiro di Herat, che tuttavia lo sconfisse. I Farighunidi misero in atto una politica matrimoniale coi Ghaznavidi: la figlia di Abū l-Ḥārith andò in sposa al figlio di Sebük Tigin Maḥmūd, mentre la sorella di Maḥmūd sposò il figlio di Abū l-Ḥārith, Abū l-Naṣr Muḥammad. Abū l-Ḥārith cooperò con le forze di Sebük Tigin a Herat, contro Fāʾiq e il simjuride Abū ʿAlī: una battaglia dalla quale Ghaznavidi e Farighunidi uscirono vittoriosi. I Ghaznavidi subito dopo soppiantarono i Samanidi in Khurasan e i Farighunidi divennero vassalli dei Ghaznavidi.
Abū l-Ḥārith morì circa nel 1000 e Abū l-Naṣr Muḥammad gli succedette. Abū l-Naṣr godé della fiducia di Maḥmūd di Ghazna; nel 1008 combatté al centro dello schieramento ghaznavide contro i Karakhanidi fuori Balkh e l'anno dopo scortò Maḥmūd nella sua campagna in India. Fece sposare una figlia al figliolo di Maḥmūd, Muḥammad Ghaznavī. Quando Abū l-Naṣr morì verso il 1010, Muḥammad assunse il ruolo di governante del Gūzgān, malgrado Abū l-Naṣr avesse un suo figliolo, Ḥasan. Ciò marcò la fine del potere farighunide.

## Significato culturale
I Farighunidi ebbero un positivo impatto su molte personalità di rilievo nel campo artistico e in quello scientifico: su Muḥammad ibn Aḥmad al-Khwārizmī, ad esempio, o sui due grandi poeti, Badi' al-Zaman al-Hamadhani e Abu l-Fath Bosti, che dedicarono a loro i propri poemi, e sull'autore del Ḥudūd ul-ʿālam min al-mashriq ilā l-maghrib, il primo trattato geografico scritto in neo-persiano dopo il Taʾrīkh di Balʿamī, dedicato ad Abū l-Ḥārith Muḥammad nel 982/3. 
I Farighunidi ebbero forse contatti con l'enciclopedista Muḥammad ibn Aḥmad al-Khwārizmī e con l'altro enciclopedista Isaiah b. Farighūn, che scrisse il Jawāmiʿ al-ʿulūm per l'emiro chaghanide Abū ʿAlī Chaghānī.